# NGC 5036
NGC 5036 је елиптична галаксија у сазвежђу Девица која се налази на NGC листи објеката дубоког неба.
Деклинација објекта је - 4° 10' 41" а ректасцензија 13h 14m 42,8s. Привидна величина (магнитуда) објекта NGC 5036 износи 14,6 а фотографска магнитуда 15,6. NGC 5036 је још познат и под ознакама NPM1G -03.0451, PGC 46057.